# Humularia welwitschii
Humularia welwitschii är en ärtväxtart som först beskrevs av Paul Hermann Wilhelm Taubert, och fick sitt nu gällande namn av Paul Auguste Duvigneaud. Humularia welwitschii ingår i släktet Humularia och familjen ärtväxter. Inga underarter finns listade i Catalogue of Life.